# LEDA
LEDA (Líneas Extremeñas de Autobuses, S.A.) es una empresa extremeña dedicada al transporte regular y discrecional de viajeros dentro de esta comunidad y entre Andalucía. Su volumen de negocio se centra principalmente en la provincia de Badajoz y la ciudad de Sevilla, estando presente en estaciones principales como las de Almendralejo, Badajoz, Cáceres, Mérida, Sevilla (Estación de Plaza de Armas) y Zafra, pero también en otras localidades de menor tamaño como Los Santos de Maimona, Guareña o Monesterio.
Sus autocares recorren diariamente las rutas nacionales Mérida - Sevilla y Villanueva de la Serena - Sevilla, en ambos sentidos.

## Historia
LEDA nació en Almendralejo como una pequeña empresa de transporte regular de viajeros en el año 1924 con la denominación de Líneas Extremeñas Brito.
Más tarde, en el año 1947, pasó a llamarse LEDA, nombre que conserva en la actualidad. Es una de las empresas de su segmento más importante de la comunidad extremeña, llegando en el pasado a conectar la zona centro y sur de la provincia pacense y sur de Cáceres con Sevilla, dando servicio a 115 poblaciones. En agosto de 2019, en medio de un mal momento económico de la empresa extremeña, la concesión de las rutas pasaría a ser gestionada en su mayoría por ALSA, perdiendo LEDA buena parte de sus servicios, manteniendo únicamente las rutas nacionales Mérida-Sevilla y Villanueva de la Serena-Sevilla.
En ciertas localidades de la demografía extremeña ha sido tan relevante su presencia que en ocasiones al autobús de línea se le denomina genéricamente LEDA.